# Marco Antônio Cabral
Marco Antônio Neves Cabral (Rio de Janeiro, 7 de maio de 1991) é um político brasileiro filiado ao Movimento Democrático Brasileiro (MDB). Nas eleições de 2014, foi eleito deputado federal pelo Rio de Janeiro com 119.584 votos. Em dezembro de 2014, o governador Luiz Fernando Pezão anunciou os nomes que iriam compôr o seu secretariado, entre eles Marco Antônio Cabral, que assumiu a Secretaria Estadual de Esporte, Lazer e Juventude do Rio de Janeiro, cargo em que permaneceu até janeiro de 2017.
Filho do ex-governador do Rio de Janeiro, Sérgio Cabral Filho, e da prima de Aécio Neves, Susana Neves,[carece de fontes?]  Marco Antônio é formado em direito pela Pontifícia Universidade Católica do Rio de Janeiro (PUC-Rio).

## Carreira política
Marco Antônio Cabral iniciou sua caminhada na política muito cedo, aos onze anos de idade, acompanhando seu pai, Sérgio Cabral Filho, então candidato ao Senado. Foi presidente do Grêmio Estudantil do Colégio Santo Inácio e teve grande atuação na militância juvenil. Em 2009 foi eleito Presidente Estadual da Juventude do PMDB e em 2013 foi eleito Presidente Nacional da Juventude do mesmo partido.
Em 2012, com o coeficiente de rendimento numa faculdade de Direito de apenas 5,6, trabalhava no 13º andar da Prefeitura do Rio. Conseguiu o emprego com "amigos do pai". Em 2013, foi acusado pelo Tribunal Superior Eleitoral (TSE) de antecipar a propaganda eleitoral através das redes sociais, sendo obrigado a deletar sua conta do Facebook. Em 2014 foi multado em 10 mil reais pelo TRE-RJ por propaganda eleitoral antecipada.
Nas eleições de 2014, foi eleito deputado federal pelo Rio de Janeiro com 119.584 votos, ficando entre os dez mais votados do Estado. Em dezembro de 2014, foi nomeado secretário do Esporte, Lazer e Juventude do Estado do Rio de Janeiro, sendo exonerado em 19 de janeiro de 2017.
Em janeiro de 2016, Marco Antônio e Pedro Paulo foram enviados de volta à Brasília pelo PMDB, deixando a secretaria, para votar a favor de Dilma Rousseff, no processo de impeachment. Em agosto do mesmo ano, Marco Antônio declarou o seu voto a favor do impeachment.
Durante a sua campanha para deputado federal pelo Rio de Janeiro, recebeu quase 7 milhões de reais em doações, incluindo meio milhão da construtora Queiroz Galvão. Em 2015, essa mesma construtora teve mais de 160 milhões de reais congelados pela Justiça Federal devido à ligações com o esquema de lavagem de dinheiro da Petrobras descoberto pela operação Lava Jato.
Em agosto de 2017 votou a favor do presidente Michel Temer, no processo em que se pedia abertura de investigação, e que poderia lhe afastar da presidência da república.
Em outubro de 2017, o Ministério Público Federal (MPF) entrou com uma ação contra Marco Antônio por improbidade administrativa. O pedido dos procuradores aponta irregularidades nas visitas dele ao pai, o ex-governador Sérgio Cabral, preso em 2016 na Operação Calicute, um desdobramento da Lava-Jato. O processo está na fase inicial.
Nas eleições de 2018, obteve menos de 20 mil votos e não conseguiu ser reeleito para o cargo de deputado federal.

## Trabalho na Câmara
Em seu mandato na Câmara dos Deputados, Marco Antônio Cabral está em cinco comissões permanentes (Minas e Energia, Finanças e Tributação, Defesa dos Direitos da Pessoa Idosa, Esporte e Defesa do Consumidor). Ele também participa da criação de 43 Projetos de Lei e liberou mais de R$ 36 milhões em emendas parlamentares para o Estado do Rio de Janeiro, nas áreas de Saúde, Esporte, Segurança Pública, Educação, Juventude e Cultura.

## Principais Projetos de Lei de sua autoria[19]
- PL 9349/2017: Permite que postos de gasolina façam a venda ou a recarga, total ou parcial, do gás de cozinha (GLP). Dessa forma, os consumidores gastariam menos com a compra do gás.
- PL 8037/2017: Concede isenção do IPI na compra de automóveis a agentes de segurança pública (Corpo de Bombeiros Militar, Polícia Militar, Polícia Civil, Polícia Federal, Polícia Rodoviária Federal e Polícia Ferroviária Federal).
- PL 8038/2017: Concede isenção do Imposto de Renda a agentes de segurança pública (Corpo de Bombeiros Militar, Polícia Militar, Polícia Civil, Polícia Federal, Polícia Rodoviária Federal e Polícia Ferroviária Federal).
- PL 10001/2018: Facilita a reentrada dos idosos no mercado de trabalho, dando incentivos fiscais aos empregadores para que contratem pessoas com mais de 60 anos.
- PL 364/2015: Aumenta para 3% o limite de dedução do Imposto de Renda para empresas que ofereçam apoio a projetos desportivos e paradesportivos previamente aprovados pelo Ministério do Esporte.
- PL 3335/2015: Determina a abertura de linha de crédito exclusiva no BNDES para o jovem empreendedor.
- PL 3334/2015: Permite aos empresários abater do Imposto de Renda da Pessoa Jurídica até 15% dos gastos com a contratação de mão de obra jovem.

## Realizações à frente da Secretaria Estadual de Esporte, Lazer e Juventude do RJ
Marco Antônio Cabral esteve à frente da Secretaria Estadual de Esporte, Lazer e Juventude do Rio de Janeiro entre fevereiro de 2015 e dezembro de 2016. É o responsável pela volta do Campeonato Mundial de Surf WSL para Saquarema (RJ) e por iniciativas como o projeto Ligação, que entregou espaços esportivos na capital e no interior, e o programa Mais Esporte, que garantiu a vários atletas o custeio do transporte para participar de competições. Em sua gestão, também foram incentivados diversos projetos para crianças e jovens, como o balé clássico no Centro de Referência da Juventude, em Manguinhos, e escolinhas em parceria com estrelas do esporte como Leo Moura, José Aldo, Anderson Silva e os irmãos Rodrigo Minotauro e Rogério Minotouro.[carece de fontes?]